# 吉和村
吉和村（よしわむら）は、かつて広島県の西部に存在した村。佐伯郡に属した。現在の廿日市市の北部、廿日市市吉和にあたる。

## 概要
中国山地の西部にある山村で、明治維新以前より単一の村であった。明治時代の町村制施行（1889年〈明治22年〉4月1日）以降も1世紀以上にわたって合併などを経験せず、単独村政を維持した。2003年（平成15年）3月1日に南隣の佐伯郡佐伯町とともに廿日市市へ編入されて消滅した。高度経済成長期以降は過疎化の進行が著しく、広島県では最も人口の少ない自治体であった。

## 地理
河川
- 太田川

山
- 冠山（標高1,339.0m）
- 十方山（標高1,318.9m）
- 広高山（標高1,271m）
- 立岩山（標高1,091.4m）
- 女鹿平山（めがひらやま、標高1,082.5m）

### 気候
全域が日本海側気候に属する。地域としては山陽地方（瀬戸内海側）に含まれるが、中国山地の山あいにあって寒冷で、また豪雪地帯対策特別措置法が指定する豪雪地帯の最南端に位置する。

## 沿革
- 1889年（明治22年）4月1日 - 町村制施行により「佐伯郡吉和村」になる。以後114年間にわたり単独村政を堅持した。
- 2003年（平成15年）3月1日 - 南隣の佐伯郡佐伯町とともに廿日市市へ編入され消滅する。

## 名所・旧跡
- もみのき森林公園
- 東山渓谷
- 潮原温泉
- 魅惑の里
- 冠高原
- 女鹿平温泉
- ウッドワン美術館
- めがひらスキー場

## 大字
- 町村制以前から佐伯郡吉和村だったため、大字は設定されていない。

## 交通
（編入前日である2003年（平成15年）2月28日当時のデータ）

### 鉄道
村内を鉄道路線は通っていない。鉄道を利用する場合の最寄り駅は、JR西日本山陽本線宮内串戸駅。

### バス
2019年（平成31年）1月27日まで、廿日市市役所前（平良）駅から津田を経由して吉和車庫まで広電バスが乗り入れていたが、翌日より佐伯町内から先は、廿日市市自主運営バス｢吉和さくらバス｣に移管された。
また、デマンドタイプのバスも運営されている。
高速バスは中国自動車道の吉和バスストップに石見交通の広益線が停まり、島根県益田市と広島市中心部を結んでいる。

### 道路
高速道路
- 中国自動車道が村内を通過しており、村内には以下の施設がある。
  - 吉和IC（国道186号と接続）
  - 吉和SA

国道
- 国道186号
- 国道434号
- 国道488号

主要地方道
村内は通過していない（1993年〈平成5年〉4月1日広島県告示第414号で島根県道・広島県道4号益田廿日市線が廃止されたことをもって消滅）。
一般県道
- 広島県道296号吉和戸河内線
- 広島県道471号所山潮原線 - 吉和村消滅当時は全線区域未決定。消滅から1年が経過した2004年（平成16年）3月8日広島県告示第351号によりようやく全部分の区域が決定した。

## 教育
（編入前日である2003年（平成15年）2月28日当時のデータ）
小学校
- 吉和村立吉和小学校

中学校
- 吉和村立吉和中学校

## 出身著名人
- 深瀬智聖 - タレント、元LinQ